# Didemnum oblitum
Didemnum oblitum är en sjöpungsart som beskrevs av Kott 200. Didemnum oblitum ingår i släktet Didemnum och familjen Didemnidae. Inga underarter finns listade i Catalogue of Life.